# Джон і Мері
«Джон і Мері» (англ. John and Mary) — фільм режисера Пітера Єтса. Мелодрама, поставлена за однойменною новелою Мервіна Джонса. Фільм знятий в США і вийшов на екрани в 1969 році.

## Сюжет
Джон і Мері випадково знайомляться в барі, в звичайній розмові виявивши взаємно цікаву для них тему — фільм-притчу Жана-Люка Годара «Вікенд». З того, як розвивається діалог, стає зрозуміло, що фільму вони не бачили і лише створюють ілюзію обізнаності. Тієї ж ночі відносини переходять в інтимні. На наступний день кожен по-своєму переживає, що сталося вночі. Кожен згадує свою попередню любовну історію. І тільки ввечері зустрівшись і повернувшись в ліжко, розуміють, що не знають навіть імен один одного.

## У ролях
- Дастін Гоффман — Джон
- Міа Ферроу — Мері
- Майкл Толан — Джеймс
- Олімпія Дукакіс — мати Джона
- Клівон Літтл — кінорежисер

## Нагороди
Премія BAFTA за найкращу чоловічу роль була вручена Дастіну Хоффману одночасно за два фільму 1969 року — «Джон і Мері» і «Опівнічний ковбой». Міа Ферроу була номінована на премію BAFTA за найкращу жіночу роль відразу за три фільму:
«Джон і Мері», «Дитина Розмарі» і «Таємна церемонія», але нагороди не отримала. Номінації цих акторів на Премію «Золотий глобус» за найкращу жіночу роль — комедія або мюзикл і за найкращу чоловічу роль — комедія або мюзикл так само виявилися безрезультатними.

## Критика
Кіноогляд 1969-1970 років залишили фільм без особливої уваги. Стаття авторитетного критика «Чикаго Сан-Таймс» Роджера Еберта зводиться до переказу сюжету і деякої моралізації на тему точного відображення у фільмі звичаїв молоді тих років. 
Глядачі останніх десяти років відгукуються про фільм на сторінках обговорення фільму сайту IMDb  практично одностайно захоплено:
- «Всі незаслужено забули цю маленьку перлину Пітера Йетса за чуттєвим і дотепним сценарієм Джона Мортімера. Режисура, гра акторів і сюжет практично ідеальні. На жаль, фільм був реально крутий для тих років, але швидко вийшов з моди» Приватний користувач з Англії.
- «Це витриманий, спокійний і дивно реалістичний фільм про те, як люди, спілкуючись, реагуючи один на одного, намагаються створити нові відносини... Якщо ви шукайте порожню романтичну комедію з популярними піснями і передбачуваними поворотами сюжету — то вам не сюди. Але якщо ви зацікавлені в спокійній, але емоційної життєвої історії — дивіться цей фільм» Користувач з США.
- «Історія однієї ночі і наступному дощовому дню, про пару, яка пізнає один одного в орендованій квартирі хлопця на Ріверсайд Драйв, 52 (сьогодні ціни на подібні квартири в цьому районі астрономічні!)... Моє відчуття, що глядачі будуть співпереживати цій парі і бажати їм ще багатьох ночей разом» Користувач з США.